# Sigismond de La Harpe
Pour les articles homonymes, voir La Harpe.
Sigismond de La Harpe, né le 16 juin 1779 à Colombier et mort le 19 mai 1858 à Lausanne, est un militaire et une personnalité politique suisse.

## Biographie
De confession protestante, originaire de Rolle et de Lausanne, Sigismond de La Harpe est le fils d'Amédée Emmanuel François Laharpe, patriote et militaire, et le frère d'Emmanuel de La Harpe, avocat et homme politique. Il épouse en 1802 Charlotte Francillon. Sigismond de La Harpe est sous-officier dans les milices helvétiques en 1798, puis dans l'armée française en 1799 avant de devenir en 1800 aide de camp du général Guillaume Brune. Capitaine des gardes dans l'armée française entre 1800 et 1802, Sigismond de La Harpe revient en Suisse à la fin de 1802. En 1818, il fonde à Marseille une maison de commerce qui est un échec commercial. Il rentre alors en Suisse et devient intendant des péages à partir de 1820, puis directeur du Ve arrondissement des douanes à Lausanne en 1848. Il est colonel dans l'Armée suisse dès 1815.

### Parcours politique
Membre du Parti libéral, Sigismond de La Harpe est élu député au Grand Conseil vaudois en 1814. Candidat des démocrates, il est en outre élu au Conseil d'État le 4 août 1814 ; il y siégera jusqu'en 1818. Il est en outre député à la Diète fédérale de 1824 à 1832 et commissaire fédéral à Bâle en 1832,.